# Китайський місток (Біла Церква)
«Китайський місток» — архітектурна споруда XVIII століття у дендропарку «Олександрія» у Білій Церкві.
Таку назву вона дістала завдяки альтанці на містку, дах якої нагадує дахи китайських пагод. Спорудження містка-альтанки відбувалося в період активної забудови парку. Місцевий ландшафт підкреслює екзотичний вигляд містка, з якого відкриваються краєвиди на верхнє озеро з водоспадом та нижнє озеро. Для надання споруді монументальності, нижня частина містка виконана з масивних блоків граніту та пісковика. Розташований на греблі між двома ставками Середньої балки, місток виконує чисто декоративну функцію.
На початку 90-х років 19 століття перед спорудою були установлені бронзові скульптури китайського мудреця і китаянки, які вдало доповнили архітектурний ансамбль. Існує повір'я, якщо потриматися за бороду мудреця, то можна сподіватися на виконання найпотаємніших бажань.

## Історія
Китайський місток розташований на греблі між двома ставками Середньої балки парку, де він, власне, і не потрібний. Отже місток — суто декоративна споруда, яка знаходиться неподалік колонади «Луна» та будинку дирекції «Олександрії».
Є свідчення, що побудова Китайською містка припала на початок розвитку парку. Ось як писав Я. Ліппоман у своєму описі «Олександрії», опублікованому в 1838 році: «…також намості в аркаді з тесаного каменю збудована альтанка хінська (в перекладі з польської — китайська) залізна, бардзо п'єнкна (дуже гарна)…»
У тому ж далекому 1838 році було видано літографію з малюнка Стесси Берчинської, але там зображено інший варіант Китайського містка. Щоправда, малюнок — то не документальне фото, і, цілком можливо, що там плідно попрацювала фантазія художниці…
Китайський місток реставровано в 1963 році, а на початку дев'яностих років минулого (століття з боку виходу до колонади «Луна» встановлено бронзові скульптури китайця та китаянки. Скульптури виготовлено в Київських реставраційних майстернях за фотокартками, на жаль, невиразними. По суті, ті скульптури є новими, оригінальними.
З видового майданчика містка у північному напрямку видно Лебединий став, де влітку плавають птахи-красені, греблю і схили ставу Золотої рибки. Над містком збудовано альтанку за силуетом китайської пагоди — культової споруди, поширеної в країнах Далекого Сходу. Різнокольорове пофарбування дерев'яних деталей даху виконано в стилі мотивів китайського національного живопису, а кінці наріжників, які виступають з-під покрівлі, нагадують голови химерних драконів.